# Tinere doamne pe malul Senei (vară)
Tinere doamne pe malul Senei (vară) (în franceză Les Demoiselles des bords de la Seine (été)) este un tablou pictat în ulei pe pânză, realizat în 1856-1857 de pictorul francez Gustave Courbet. El l-a pictat între sfârșitul anului 1856 și începutul anului 1857 și l-a prezentat juriului Salonului de la Paris, care l-a acceptat și l-a expus la 15 iunie 1857 alături de două portrete și trei peisaje ale aceluiași artist.
Tabloul a fost cumpărat de prietenul și patronul lui Courbet, Étienne Baudry (1830-1908), apoi a fost lăsat de acesta surorii pictorului, Juliette, care l-a donat statului francez în 1906. În prezent, este expusă la Petit Palais din Paris. O versiune de schiță mai mică (96,5 x 130 cm) se află în prezent la National Gallery din Londra.
1. 1 2   https://www.parismuseescollections.paris.fr/fr/petit-palais/oeuvres/les-demoiselles-des-bords-de-la-seine-ete, accesat în 17 iulie 2020 Lipsește sau este vid: |title= (ajutor)